# 普利亚区圣阿加塔
普利亚区圣阿加塔（義大利語：Sant'Agata di Puglia），是意大利福贾省的一个市镇。总面积115.8平方公里，人口2201人，人口密度19.0人/平方公里（2009年）。ISTAT代码为071052。